# جون فرانكل
جون فرانكل (بالإنجليزية: John Frankel)‏ هو مستثمر بريطاني، ولد في 1961 في لندن في المملكة المتحدة.